# Aaron Sorkin
Aaron Benjamin Sorkin (født 9. juni 1961) er en amerikansk Oscar- og Emmyvindende manuskriptforfatter, dramatiker og filmproducer. Han har skrevet Et spørgsmål om ære, Præsidentens mænd, Studio 60 on the Sunset Strip, The Social Network, Moneyball og The Newsroom.
Sorkin dimitterede 1983 fra Syracuse University som Bachelor of fine arts i Musicalteater. Bagefter sled han i 1980'erne i New York som skuespiller, men fik kun få roller. Sorkin begyndte at skrive skuespil og blev hurtigt en lovende dramatiker. Hans skuespil Et spørgsmål om ære fangede filmproduceren David Browns opmærksomhed. Han købte filmrettighederne inden skuespillet havde premiere.
Castle Rock Entertainment ansatte Sorkin til at skrive manuskriptet til filen af Et spørgsmål om ære. Filmen var instrueret af Rob Reiner og blev en biografsucces. Sorkin brugte begyndelsen af 90'erne på at skrive to nye manuskripter til filmene Malice og The American President. I 1998 begyndte hans tv-karriere, da han skrev tv-serien Sports Night til ABC. I 1999 skrev han tv-serien Præsidentens mænd til NBC. Serien vandt flere Emmypriser. Sorkin skrev fire sæsoner af serien. I 2006 vendte han tilbage til tv og skrev serien  Studio 60 on the Sunset Strip til NBC. Selv om Sorkins tilbagekomst til tv var ventet med høje forventninger, forlængede NBC ikke kontrakten efter 1. sæson, da serien fik lave seertal og dårlige anmeldelser.
Sorkin var i mange år afhængig af kokain, men efter at han blev arresteret i 2001 gennemgik han en afvænning, og er i dag clean.

## Tidlige år
Sorkin blev født i Manhattan af jødiske forældre og voksede op i den rige forstad Scarsdale i New York. Hans mor var skolelærer og hans far advokat, der havde kæmpet i anden verdenskrig. Både Sorkins søster og bror blev advokater. Sorkin blev tidligt interesseret i skuespil. Som barn tog hans forældre ham med i teatret for at se Hvem er bange for Virginia Wolf? og That championship season.
Sorkin gik på Scarsdale High School, hvor han blev medlem af skolens drama og teaterklub. I 8. klasse spillede han general Bullmoose i musicalen Li'l Abner.
I 1979 begyndte Sorkin på Syracuse University. Første år dumpede han. Det var et katastrofalt, fordi han ville være skuespiller, og skolens dramaafdeling ikke tillod elever, der ikke havde bestået alle obligatoriske fag. Han vendte tilbage på sit andet år, fast besluttet på at klare sig bedre og dimitterede i 1983 med en Bachelor of fine arts i musikalteater.

### Arbejdsløs skuespiller, lovende dramatiker
Nu flyttede Sorkin til New York, hvor han fx tog job som syngende telegram, limousinechauffør, turnerede i Alabama med børneteatertruppen Travelling Playhouse,, delte pamfletter ud for et jagt og fiskerishow, og som bartender på Broadway på teatre som Palace Theatre. En weekend, hvor han passede huset for en ven, fandt han en IBM Selectric skrivemaskine og begyndte at skrive og "følte en fænomenal selvtillid og glæde, som [han] aldrig før havde oplevet i [sit] liv."
Han fortsatte med at skrive og skrev sit første skuespil Removing all doubt, som han sendte til sin gamle teaterlærer, Athur Storch, som blev imponeret. I 1984 blev skuespillet opført af dramaelever på Syracuse University. Bagefter skrev Sorkin Hidden in this picture, der fik premiere på West Bank Cafe Downstairs Theatre Bar i New York i 1988. Produceren John A. McQuiggan så Hidden in this picture og bad Sorkin om at lave enakteren om til et fuldlængde skuespil Making Movies. Hans omdømme som dramatiker voksede hurtigt på New Yorks teaterscene.

### Et spørgsmål om ære
Sorkin fik inspirationen til sit næste skuespil, Et spørgsmål om ære, fra en telefonsamtale med sin søster Deborah, der var blevet advokat og havde en treårs kontrakt med United States Navys generalauditørkorps. Hun skulle til Guantanamo Bay Naval Base for at forsvare en gruppe marinesoldater, der havde været tæt på at slå en anden marinesoldat ihjel i en ydmygelse beordret af en foresat. Sorkin blev inspireret og skrev det meste af historien på servietter, mens han arbejdede som bartender på Palace Theatre i New York. Sorkin havde sammen med sine bofæller købt en Macintosh 512K, og da han kom hjem, tømte han sine lommer for servietter, og begyndte at skrive dem ind i computeren.
I 1988 solgte Sorkin filmrettighederne til Et spørgsmål om ære til produceren David Brown, før skuespillet havde premiere. Brown havde læst en artikel i New York Times om Sorkins enakter Hidden in this picture og fandt ud af, at Sorkin også havde et skuespil Et spørgsmål om ære. Brown satte Et spørgsmål om ære op på Music Box Theatre på Broadway. Det havde Tom Hulce i hovedrollen og blev instrueret af Don Scardino. Efter premieren i 1989 spillede det 497 gange.
Sorkin fortsatte med at skrive Making Movies, der fik premiere i 1990 på Promenade Theatre. Det var produceret af John A McQuiggan og instrueret af Don Scardino. Samtidigt producerede Dan Brown flere projekter hos TriStar Pictures og forsøgte at få dem til at filmatisere Et spørgsmål om ære, men forgæves. Brown modtog senere en opringning fra Castle Rock Entertainment, der meget gerne ville lave filmen. Rob Reiner blev instruktør på filmen.

## Karriere som manuskriptforfatter (1991-98)
Sorkin skrev i starten af 90'erne under kontrakt for Castle Rock Entertainment. Han skrev manuskripterne til Et spørgsmål om ære, Malice og The American President. De tre film fik en bruttoindtjening på omkring $400 millioner på verdensplan. Mens han skrev for Castle Rock, mødte han sin kommende hustru, Julia Bingham, der var advokat for Castle Rock.
Sorkin skrev flere udkast til filmanuskriptet til Et spørgsmål om ære i sin lejlighed i New York, og lærte manuskriptforfatterhåndværket fra en bog om manuskriptformater. Herefter brugte han flere måneder på Castle Rocks kontorer i Los Angeles på at arbejde på manuskriptet sammen med Rob Reiner. William Goldman blev hans mentor og hjalp ham med at bearbejde skuespillet til et filmmanuskript. Filmen blev instrueret af Rob Reiner og havde Tom Cruise, Jack Nicholson, Demi Moore og Kevin Bacon på rollelisten. Den blev produceret af David Brown. Et spørgsmål om ære fik premiere i USA i 1992, og blev en biografsucces.
Goldman gav også Sorkin et udgangspunkt til en historie, som Sorkin brugte til manuskriptet til filmen Malice. Goldman førte tilsyn med projektet som kreativ konsulent, mens Sorkin skrev de første to udkast til Malice. Sorkin måtte forlade projektet for at færdiggøre manuskriptet til Et spørgsmål om ære, og manuskriptforfatteren Scott Frank skrev derefter to udkast til Malice. Da produktionen af Et spørgsmål om ære blev færdiggjort, tog Sorkin over og fortsatte med at arbejde på Malice, til manuskriptet var færdigt. Harold Becker instruerede filmen, som havde Nicole Kidman og Alec Baldwin i hovedrollerne. Filmen fik premiere i 1993 og fik blandede anmeldelser. Vincent Canby fra The New York Times beskrev filmen som "opfindsomt underholdende fra start til slut", og Peter Travers skrev, i en anmeldelse i Rolling Stones fra 2000, at filmen havde "spænding men ingen udholdenhed."
Sorkins sidste producerede manuskript for Castle Rock var The American President, og igen arbejdede han sammen med William Goldman, der var kreativ konsulent på projektet. Det tog ham et par år at skrive manuskriptet, som begyndte med 385-sider, der til sidst blev skåret ned til en standardlængdens 120 sider. Rob Reiner instruerede filmen.

## Tv-karriere (1998-2007)

### Sports Night
Sorkin fik ideen til at skrive om, hvad der sker bag scenerne på et sportsprogram, mens han boede på hotel Four Seasons i Los Angeles, hvor han skrev på manuskriptet til The American President. Han arbejdede sent, mens tv'et var tændt på ESPN, hvor han så programmet SportsCenter igen og igen. Programmet inspirerede ham til at skrive en spillefilm om et sportsprogram, men han kunne ikke strukturere historien, og i stedet lavede han den om til en tv-komedieserie. Sports Night blev produceret af Disney og fik premiere på det Disney-ejede tv-netværk ABC i efteråret 1998.
Sorkin skændtes med ABC om brugen af dåselatter og publikum i studiet. Kritikerne kunne ikke lide dåselatteren og kaldte den disharmonisk. Joyce Millman fra Salon.com beskrev dåselatteren som "den mest uoverbevisende dåselatter du nogensinde har hørt." Dåselatteren blev gradvist tonet ned, og forsvandt helt ved udgangen af første sæson. Sorkin triumferede i anden sæson, hvor ABC gik ind på hans krav. Det lettede arbejde med at bygge en scene, når der ikke skulle være publikum. Skuespillerne fik samtidig mere tid til at øve deres roller.
Selv om Sports Night fik positive anmeldelser, valgte ABC at aflyse serien efter to sæsoner på grund af dens lave seertal. Sorkin fik flere tilbud om at fortsætte serien på andre tv-kanaler, men afslog disse tilbud, da de afhang af hans engagement. Han havde dog ikke meget tid, da han samtidigt arbejdede med Præsidentens mænd.

### Præsidentens mænd
Sorkin udformede det politiske tv-drama Præsidentens mænd i 1997, da han mødte uforberedt op til en frokost med produceren John Wells, og i panik fandt på et show om de øverste medarbejdere i Det hvide hus, ved at bruge ubrugte ideer fra manuskriptet til The American President. Han fortalte Wells om sit besøg i det hvide hus, mens han lavede research til The American President, og de begyndte at diskutere embedsmænd og deres passion for deres arbejde. Wells pitchede projektet til NBC, men blev bedt om at vente, fordi detaljerne om Lewinsky-skandalen var blevet offentliggjort, og der var bekymring for, om publikum ville tage en serie om det hvide hus seriøst. Efter et år begyndte andre tv-netværk at vise interesse for Præsidentens mænd, og NBC begyndte at tro på projektet på trods af deres tidligere betænkeligheder. Pilotepisoden fik premiere i efteråret 1999 og blev produceret af Warner Bros..
Præsidentens mænd fik ni Emmypriser for første sæson, og den blev dermed den serie, der har vundet flest Emmypriser for en enkelt sæson. Efter prisceremonien fulgte en fiasko centreret om prisen for bedste manuskript, der gik til afsnittet In Excelsis Deo fra Præsidentens mænd. Afsnittet var skrevet af Sorkin og Rick Cleveland, der begge gik på scenen for at modtage prisen. Det blev rapporteret i en artikel i New York Times, at Sorkin havde fejet Cleveland af scenen uden at give ham en chance for at sige et par ord. Afsnittet var inspireret af Clevelands far, en veteran fra koreakrigen der havde levet de sidste år af sit liv på gaden. En diskussion mellem Sorkin og Cleveland fandt sted på et offentligt webforum. Her forklarede Sorkin, at han gav sine forfattere "Story By" tilkendegivelse på roterende basis "som en form for erkendtlighed", og at han havde smidt Clevelands manuskript ud og startet fra bunden. Sorkin undskyldte senere overfor Cleveland.
Efter at have færdiggjort anden sæson af præsidentens mænd i 2001 havde Sorkin et narkotikatilbagefald, kun to måneder efter at have modtaget en Phoenix Rising Award for narkoafvænning. Det blev offentligt kendt da Sorkin blev arresteret i Burbank Airport for besiddelse af hallucinogene svampe, marihuana og kokain. En dommer beordrede ham til at gennemføre en afvænning.
I 2002 kritiserede Sorkin nyhedsværten Tom Brokaws tv-special om en dag i en præsidents liv og sammenlignede det med at sende et valentineskort til George W. Bush snarere end et egentligt nyhedsindslag. Fordi Præsidentens mænd sendtes på samme kanal, blev Sorkin bedt af NBC om at undskylde, men sagde senere at "der skal være en forskel mellem hvad NBC News gør og hvad Præsidentens mænd gør."
I alt skrev Sorkin 87 manuskripter, næsten alle episoder i de første fire sæsoner af serien. I 2003, ved slutningen af 4. sæson, forlod Sorkin og produceren Thomas Schlamme serien på grund af interne konflikter hos Warner Bros. Sorkin vendte tilbage i en gæsteoptræden i det sidste afsnit af serien, som et medlem af Præsident Bartlets stab.

### Studio 60 on the Sunset Strip
I 2003 røbede Sorkin for tv-intervieweren Charlie Rose, at han arbejdede på en tv-serie om et Comedy Sketchshow som Saturday Night Live. I begyndelsen af oktober 2005 begyndte et manuskript kaldet Studio 7 on the Sunset Strip, skrevet af ham og Thomas Schlamme, at cirkulere i Hollywood, og skabte interesse på internettet. En uge senere købte NBC rettighederne til at vise serien af Warner Bros. for næsten en rekordsum i en budkrig med CBS Seriens navn blev senere ændret til Studio 60 on the Sunset Strip. Sorkin sagde, at serien havde selvbiografiske elementer og at serien havde karakterer baseret på virkelige personer.
I september 2006 fik pilotepisoden instrueret af Schlamme premiere på NBC. Den fik gode anmeldelser og høje seertal, men ferien oplevede et kraftigt fald i seere midt i sæsonen. Den sydende forventning forud for premieren blev nu op af en omhyggelig og betænksom kritik i pressen, samt flere negative analyser i Blogosfæren. I januar 2007 skældte Sorkin pressen ud for at fokusere for meget på seertal og for at bruge blogs og arbejdsløse komedieforfattere som kilder. Efter to måneders pause sendte NBC sidste afsnit af første sæson, hvilket også blev seriens sidste.

## 2004 – nu

### Tilbage til teatret
I 2003 skrev Sorkin på et filmmanuskript om opfinderen og tv-pioneren Philo Farnwworth, et emne han første gang var blevet bekendt med i begyndelsen af 1990'erne, hvor produceren Fred Zollo var kommet til ham med en idé om at lave Elma Farnsworths memoirer om til en film. Året efter færdiggjorde han manuskriptet med navnet The Farnsworth Invention, der blev taget op af New Line Cinema med Thomas Schlamme som instruktør. Manuskriptet handlede om patentkampen mellem Philo Farnsworth og David Sarnoff om teknologien, der førte til den første tv-udsendelse i USA.
På samme tid blev Sorkin kontaktet af Joyce Clarke, provisionschef for Abbey Theatre i Dublin, der ville have ham til at skrive et skuespil til det, en opgave han accepterede. Sorkin besluttede sig for at lave manuskriptet til The Farnsworth Invention om til et skuespil. Han sendte det første udkast af skuespillet til Abbey Theatre i begyndelsen af 2005, og en produktion var angiveligt planlagt til 2007, da La Jolla Playhouse i Californien ville iscenesætte en workshop-produktion i samarbejde med Abbey Theatre. I 2006 trak den nye direktør for Abbey Theatre al engagement i The Farnsworth Invention tilbage. På trods af tilbageslaget fortsatte La Jolly Playhose arbejdet med Steven Spielberg som producer. Produktionen fik premiere som en del af La Jolla Playhouse kendte Page to Page program, der betød, at Sorkin og instruktøren Des McAnuff kunne ændre forestillingen fra gang til gang, på baggrund af publikums reaktioner. Forestillingen blev spillet på La Jolla Playhouse fra 20. februar til 25. marts 2007. Senere fulgte en opsætning på Broadway, der skulle have haft premiere 24. november 2007, men måtte udsættes på grund af strejken på Broadway. Opsætningen fik endelig premiere på Music Box Theatre 3. december 2007, da strejken var slut. Skuespillet blev spillet til 2. marts 2008.

### Tilbage til film
Sorkin vendte tilbage til arbejdet med film, da Universal Pictures bad ham om at lave bogen Charlie Wilson's war om til en film til Tom Hanks' produktionsselskab Playtone. Charlie Wilson's war handler om det farverige kongresmedlem, Charles Wilson fra Texas, der finansierede CIA's hemmelige krig i Afghanistan. Sorkin færdiggjorde manuskriptet, og filmen fik premiere i 2007 med Tom Hanks, Julia Roberts og Philip Seymour Hoffman på rollelisten og blev instrueret af Mike Nichols.
I august 2008 meddelte Sorkin, at han var gået med til at skrive manuskript til Sony og produceren Scott Rudin om, hvordan Facebook var blevet skabt. Filmen, The Social Network, der er baseret på Ben Mezrichs roman The Accidental Billionaires, fik premiere 1. oktober 2010. Sorkin vandt en Oscar, en BAFTA og en Golden Globe for The Social Network. Året efter blev han nomineret til de samme priser for sit arbejde med manuskriptet til Moneyball.

### Fremtidig projekter
12. juli 2007 rapporterede Variety, at Sorkin havde underskrevet en aftale med DreamWorks, om at skrive tre manuskripter. Det første manuskript hedder The trial of the Chicago 7. Dette var han allerede i gang med at udvikle sammen med Steven Spielberg og producerne Walter Parkes og Laurie MacDonald. I august 2008 blev det offentliggjort, at Steven Spielberg havde forladt projektet, og det rygtedes hurtigt at Paul Greengrass ville blive den nye instruktør. I oktober 2008 var der også rygter om, at Ben Stiller skulle indtage instruktørstolen. Siden har projektet stået stille, og i 2010 udtalte Sorkins agent, at filmen var svært at få sat i gang.
I november 2010 lød det, at Sorkin skriver på en musical om Harry Houdinis liv med musik af Danny Elfman. I januar 2012 blev det offentliggjort, at Stephen Schwartz komponerer musikken og skriver sangteksterne, mens Sorkin springer ud som librettist. Musicalen forventes at få premiere i 2013-14. Musicalen får Hugh Jackman i hovedrollen og vil blive instrueret af Jack O'Brien."
Sorkin vendte tilbage til tv i 2011 med to HBO-projekter. Han slog sig sammen med skuespilleren John Krasinski for at skabe en miniserie om Chateau Marmont Hotel. Serien er baseret på bogen Life at the Marmont af hotellets to ejere Raymon R. Sarlot og Fred Basten. Han arbejder også på serien The Newsroom, der handler om, hvad der sker bag kameraet på en nyhedskanal. HBO bestilte 10 episoder af The Newsroom i september 2011.